# 岡村圭真
岡村 圭真（おかむら けいしん、1931年（昭和6年） - 2019年（平成31年）2月15日）は、日本の仏教学者。源久寺名誉住職。元高知大学教授。元高野山大学教授。

## 生涯
徳島県出身。1953年、京都大学文学部哲学科を卒業。1959年、同大学大学院博士課程（宗教学）を修了。1959年に高野山大学文学部講師、1969年に同助教授、1971年に同教授に就任。1973年、高野山大学を依願退職し高知大学文理学部（後に人文学部）の教授に就任。1995年に同大学を退任した。
また1979年から2017年までは真言宗大覚寺派の源久寺の住職を務めた。1999年に密教学芸賞を受賞。2005年から2009年まではかつて所属した高野山大学の客員教授も務めた。
2019年（平成31年）2月15日、悪性リンパ腫のため死去。享年88。

## 受賞
- 1999年 - 密教学芸賞

## 著書
- 『岡村圭真著作集 巻次:第1巻空海思想とその成りたち』（法藏館、2019年9月13日）
- 『岡村圭真著作集 巻次:第2巻慈雲尊者その生涯と思想』（法藏館、2019年9月13日）